# Hermann IV de Souabe
Hermann IV (né vers 1015 et mort 1038) est un duc de Souabe de 1030 à 1038. Il est le second fils d'Ernest Ier et de Gisela (Gisèle de Souabe). Il est également un membre de la famille des Babenberg.

## Biographie
Ernest Ier meurt en 1015, son fils aîné devient duc sous le nom d'Ernest II. Gisèle se remarie vers 1016 ou 1017 avec Conrad II dit l'Ancien ou encore le Salique ; de cette union naîtront Emelia, Henri (1017-1056) et Mathilde (1020-1034).
Hermann devient duc en 1030 à la suite de la mort de son frère aîné Ernest II. À ce moment-là, il est encore un adolescent.

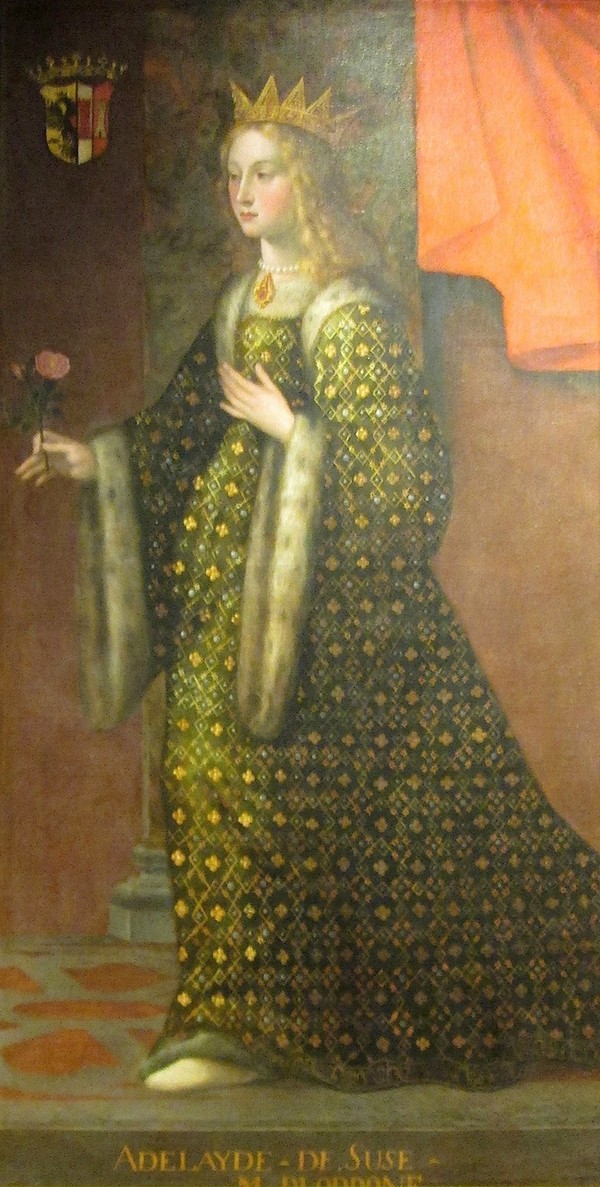
Adélaïde de Suse.

Sept ans plus tard, en janvier 1037, son beau-père, l'Empereur Conrad II le marie à Adélaïde de Suse, la margravine de Turin. En juillet de l'année suivante, alors qu'il est en campagne avec Conrad en Italie du sud, il est frappé par une épidémie près de Naples et meurt. Conrad transfère alors la gouvernance du duché à son fils Henri III du Saint-Empire (dont la mère est Gisèle), alors qu'Adélaïde se remarie à Henri, marquis de Montferrat.

Hermann IV de Souabe épouse Adélaïde de Suse dont il a deux enfants :
- Gebhard Ier, comte de Sulzbach (1035 - 1071) ;
- Hermann de Souabe (1034 - v.1056).